# Муццано
Муццано (итал. Muzzano) — коммуна в Италии, располагается в регионе Пьемонт, в провинции Бьелла.
Население составляет 601 человек (данные ISTAT на 31 декабря 2018 г.), плотность населения составляет 135 чел./км². Занимает площадь 5 км². Почтовый индекс — 13895. Телефонный код — 015.
Покровителем коммуны почитается святой Евсевий из Верчелли, празднование в последнее воскресение августа.

## Демография
Динамика населения:

## Администрация коммуны
- Официальный сайт: http://www.comune.muzzano.bi.it/